# Николка Персик
«Николка Персик» (рус. дореф. «Николка Персикъ») — вольный перевод Владимира Набокова повести французского писателя Ромена Роллана «Кола Брюньон», изданный в 1922 году. Действие произведения происходит в начале XVII века, в связи с чем его текст был стилизован под архаичный французский язык, что вызвало сложности при переводе на другой язык. Работа велась Набоковым в Германии, где проживала его семья, и в Англии, где он учился в Кембриджском университете. В конце августа — начале сентября 1922 года отрывки из перевода появились в нескольких номерах немецкой русскоязычной газеты «Руль», а в ноябре того же года отдельной книгой в берлинском издательстве «Слово», ориентированных на одну из крупнейших российских эмигрантских колоний. Первая публикация в России появилась в 1999 году в составе собрания сочинения писателя русского периода.

## Создание и публикации
Русский и американский писатель Владимир Набоков родился в 1899 году в Санкт-Петербурге в состоятельной дворянской семье с англофильскими традициями. С ранних лет владел английским и французским языками. В связи с событиями Гражданской войны весной 1919 года семья эмигрировала из Крыма в Европу, где проживала в Берлине. После этого Набоков поступил в Кембриджский университет, где изучал европейскую литературу (русскую и французскую). В свободное время посещал семью в Берлине, где завязал творческие знакомства. 
Первый свой перевод (любительский) Набоков осуществил ещё в одиннадцатилетнем возрасте, когда переложил на французский язык александрийским стихом роман «Всадник без головы» (1865) одного из любимых им в детстве писателей — Майн Рида. В июне 1921 года, после окончания первого года обучения, он находился в Лондоне, где к нему присоединился отец Владимир Дмитриевич, политический деятель. Во время их разговора зашла речь сложности перевода повести «Кола Брюньон» французского писателя Ромена Роллана. Стилизованный под старину французский язык оригинала, близкий к народной поэзии, её раблезинский характер с жизнеутверждающим сюжетом, каждый поворот которого выступает поводом «для балагурья, прибауток и шуток, присказок и припевов, поговорок и заговоров. То — Везувий слов, извержение старофранцузского лексикона (...)  непрерывная игра ритмическими фигурами, ассонансами и внутренними рифмами, цепи аллитераций, ряды синонимов». Разговор вылился в пари между отцом и сыном о том, сможет ли начинающий литератор решить столь сложную задачу, как адекватно перевести повесть. Владимир был равнодушен к творчеству французского прозаика, но его заинтересовала возможность испытать свои силы в таком сложном деле. По наблюдению видного набоковеда и биографа Набокова Брайана Бойда, для студента-филолога, выбравшего «современные и средневековые языки своей специальностью, более полезное упражнение трудно было придумать».
На летних каникулах Набоков находился в основном в Берлине, где его отец стал одним из руководителей одного из крупнейших немецких русскоязычных издательств, ориентированных на круги русской эмиграции — «Слово». Оно также выпускало ежедневную газету «Руль». Впоследствии в этом периодическом издании появилось большинство произведений раннего периода писателя. В это время он стал подписывать свои работы псевдонимом, восходящим к названию легендарной райской птицы Сирин из русского фольклора (Сирин, Владимир Сирин, Влад. Сирин, В. В. Сирин). С этим издательством Набоков заключил договор на перевод из Роллана и получил аванс. В начале октября 1921 года Владимир вернулся из Берлина в Кембридж, где продолжил заниматься на втором курсе. В часы досуга он весело проводил время с друзьями, играл в теннис и футбол, а с переводом дело не ладилось. Эта тема затрагивалась в переписке между Набоковыми: отец, по словам Бойда, безуспешно «то поддразнивая, то обхаживая сына, пытался убедить его в необходимости закончить работу к 1 января». В начале декабря писатель приехал к семье в Берлин, где находился до середины января 1922 года, после чего вернулся в Англию не сообщив отцу, что успел закончить только 110 страниц повести. После этого он начал работать более упорно. Так, из письма к матери Елене Ивановне известно, что он чувствовал себя «подлецом», если за день не успевал написать четыре страницы. Такая систематическая работа принесла результат. Известно, что когда он приехал в Берлин на пасхальные каникулы во второй половине марта 1922 года, перевод был закончен. В конце апреля он успешно сдал устные экзамены, а в следующем — письменные, причём в последние входили переводы с французского и английского. По оценке Бойда, работа над повестью Роллана помогла Набокову лучше подготовиться и получить степень бакалавра.
Перевод создан на основе дореформенной русской орфографии, которой Набоков длительное время пользовался в эмиграции, как и ряд крупных деятелей культуры, не признававших советские нововведения. Друг Владимира Дмитриевича, глава издательства «Слово» и один из основателей газеты «Руль» Иосиф Гессен вспоминал, что, читая корректуры перевода, он делал редакционные правки, после чего через отца автора передавал для согласования изменений. Однако начинающий писатель их отвергал:
Возвращая корректуры, В. Д. однажды с улыбкой заметил: „А знаете, что Володя шепнул мне: ты только меня не выдавай. Я всё его (т. е. мои) поправки потихоньку резинкой стёр“. На мгновение шевельнулось чувство досады на мальчишескую самоуверенность, но тотчас же подвернулась на язык сохранившаяся почему-то фраза из учебника Иловайского: „Да будет ему триумф!“.

## Публикации
Отрывки из повести, озаглавленной «Николка Персик» (Николка Персикъ), появились в газете «Руль» (29 и 30 августа, 3 и 5 сентября 1922 года). В ноябре 1922 года перевод был опубликован в издательстве «Слово» в виде отдельной книги. Бойд отмечал, что первые издания Набокова-Сирина вышли в свет в короткий промежуток времени: «Николка Персик» (ноябрь 1922 года), поэтические сборники «Гроздь» (декабрь 1922 года) и «Горний путь» (январь 1923 года), а также перевод знаменитой повести «Алиса в Стране чудес» Льюиса Кэрролла — «Аня в стране чудес» (март 1923 года). Если переводы были встречены одобрительно, то сборники стихов — в основном отрицательно, хотя и отмечались некоторые литературные достоинства начинающего приобретать известность автора. Первое издание в России появилось в 1999 году в первом томе «Собрания сочинений русского периода в 5 томах».

## Художественные особенности
После опубликования перевода в газете «Руль» 19 ноября 1922 года появилась критическая статья, считающаяся единственной. Её автором стал поэт Юрий Офросимов, редактор и критик издания. Он назвал перевод «удивительной» книгой, подтверждающей смысл жизни в тяжёлые годы испытаний. Отметив соответствие переложения стилистике и духу книги («местами — блестяще»), рецензент также писал: «Радостная книга о Николае Персике, и радостен, свеж перевод её; на русский язык особенно трудно, казалось бы, перевести всю эту игру слов, подчас рифмованную; весь характер этого старческого болтливого говорка. Дух повести хорошо, сочно сохранён Вл. Сириным, иные словечки удачно заменены соответственно найденными мало употребляющимися русскими. Но всё же порою возникает недоумение: зачем, например, такая притянутая, упорная русификация в именах (...) иногда тяжеловата расстановка слов».
Уже в названии перевода содержится один из его характерных приёмов — русифицирование. «Персик», набоковское имя заглавного героя, восходит к французскому названию гибрида персика и сливы. В пояснении для советского издания 1932 года Роллан указывал, что brugnon (breugnon) — это «название мясистого и крепкого плода, помеси персика и абрикоса». Свободолюбивый, весёлый характер повести, её стилизованный под старину язык был передан Набоковым при помощи русских архаизированных оборотов, почерпнутых им из словарей XIX века, в частности, из работ Владимира Даля. Эта работа дала ему необходимый переводческий опыт, что, по мнению биографа Брайана Бойда, значительно облегчило адаптацию следующего перевода — повести Кэррола «Алиса в Стране чудес», названной Набоковым на русский манер «Аня в Стране чудес». По оценке Бориса Носика, сказка Кэролла по своему характеру была гораздо ближе к интересам Набокова, чем «Кола Брюньон»: «И язык здесь был посовременнее, чем у Роллана, да и характер юмора, намёки, скрытые смыслы, все виды словесных игр были ему по душе». В своих первых переводах писатель стремился адаптировать английские бытовые, культурные детали, имена к русским реалиям. В этом отношении он продолжил российские переводческие традиции предшественников. Однако в «Ане в Стране чудес» он пошёл дальше, чем в «Николке Персике», где также присутствуют герои с русифицированными именами, но действие происходит во Франции, в её историко-культурной обстановке.